# Senhora da Graça de Padrões
Senhora da Graça de Padrões est une ancienne paroisse civile portugaise (en portugais : freguesia) de la municipalité d'Almodôvar dans le district de Beja.
La loi no 11-A/2013 du 28 janvier 2013, portant réorganisation administrative du territoire des freguesias, fusionne Senhora da Graça de Padrões avec la paroisse voisine d'Almodôvar pour former l’União das Freguesias de Almodôvar e Graça dos Padrões (dont le siège est à Almodôvar).